# 杉並児童合唱団
杉並児童合唱団（すぎなみじどうがっしょうだん、英語: Suginami children Chorus）は、日本の児童合唱団である。事務局は東京都杉並区西荻北2-2-11 2F 。1964年に結成された。略称は杉児（すぎじ）。

## 概要
1964年（昭和39年）春に、杉並区立桃井第三小学校の合唱クラブを母体として結成された。団員は、3歳から大学生まで240名程度である。
毎年9月の定期演奏会と1月のニューイヤーコンサートのほか、クラシック・コンサート、舞台、各地での公演、テレビや映画の特撮もの、アニメの主題歌やCMソング、童謡なども手がける。
全国屈指の名門であり、後述のように数多くのテレビ出演を行なっており、著名人との共演も多い。
指揮者は海野美栄、伴奏者は小野綾子、川本嵐。

## テレビ・映画の歌の例
- 「猿の軍団」（「SFドラマ 猿の軍団」）：子門真人（なお表示されたのはテレビ放映分のみ）
- 「日立の樹（この木なんの木）」（日立グループCMソング）：ヒデ夕樹、朝礼志、杉並児童合唱団、伊集加代子、和田夏代子
- 「ピンポンパン体操」（「ママとあそぼう!ピンポンパン」）：杉並児童合唱団・金森勢
- 「GO! GO! トリトン」（「海のトリトン」）：ヒデ・夕木、杉並児童合唱団
- 「ムーへ飛べ」（「ムーの白鯨」）：水木一郎、杉並児童合唱団
- 「トリプルファイターの歌」：谷あきら、杉並児童合唱団・コールフェニックス
- 「ゼロテスター」：子門真人、杉並児童合唱団
- 「九人のマーチ」（「ドカベン」）：杉並児童合唱団
- 「銀河鉄道999」：ささきいさお、杉並児童合唱団
- 「青い地球」（「銀河鉄道999」）：ささきいさお、杉並児童合唱団
- 「合唱・君をのせて」（天空の城ラピュタ）:杉並児童合唱団
- 「おばけ今昔物語」（「ゲゲゲの鬼太郎」）:杉並児童合唱団
- 「風のとおり道（「となりのトトロ」）：杉並児童合唱団
- 「さんぽ」（「となりのトトロ」）：井上あずみ、杉並児童合唱団
- 「すすわたり」（「となりのトトロ」）：杉並児童合唱団
- 「絶対運命黙示録」（「少女革命ウテナ」挿入歌）：杉並児童合唱団 - 前述の曲以外にも多くの決闘曲に参加している。
- 「GO!GO!夕陽ヶ丘の探偵団」（「夕陽ヶ丘の探偵団」主題歌）：夕陽ヶ丘の探偵団&杉並児童合唱団
- 「懐かしい未来〜longing future〜」
- 「夢人～ユメジン～」：谷村新司、杉並児童合唱団
- 「夢の扉」（「とつぜん!ネコの国 バニパルウィット」エンディングテーマ）:飯塚雅弓、杉並児童合唱団
- 「桜の空」（「生徒会役員共」第2期 第13話 エンディングテーマ）:もりちよこ、森悠也、杉並児童合唱団
- 「来て来てSHIN-MEN」（「SHIN-MEN（クレヨンしんちゃん）」 オープニングテーマ）:杉並児童合唱団
- 「夢をかなえてドラえもん合唱バージョン」（「映画ドラえもん のび太の宇宙英雄記」挿入歌）:杉並児童合唱団
- 「パオパオダンス」（「映画ドラえもん のび太の南極カチコチ大冒険」挿入歌）:mao、杉並児童合唱団
- 「かすかべ防衛隊のうた 〜アイヤーバージョン〜」（「クレヨンしんちゃん 爆盛!カンフーボーイズ〜拉麺大乱〜」挿入歌）:東京混声合唱団、杉並児童合唱団
- 「いつか」（「ラブライブ!スーパースター!!」劇伴）：杉並児童合唱団
- 「初音ミク2018シンフォニー」:日本フィルハーモニー交響楽団、杉並児童合唱団
- 「初音ミク2023シンフォニー」：日本フィルハーモニー交響楽団、杉並児童合唱団
- 「BELIEVE」（「ちいかわ」第119話挿入歌）：ハチワレ（田中誠人）、杉並児童合唱団
- 映画「すずめの戸締り」挿入歌歌唱
- 映画「カラオケ行こっ」出演
- 映画「片思い世界」出演・テーマソング歌唱
- 「ギョニソのうた」（「ちいかわ」第259話挿入歌

## その他参加作品
- 「ふるさとは今もかわらず」：新沼謙治、杉並児童合唱団、大船渡市立第一中学校特設合唱部、長崎市立岩屋中学校合唱部
- 「ふるさとは今もかわらず シンフォニック Ver./合唱 Ver.」新沼謙治、杉並児童合唱団
「ふるさとは今もかわらず シンフォニック Ver.」（編曲：村松崇継）では杉並児童合唱団が単独でコーラスを担当。カップリングには杉並児童合唱団による「ふるさとは今もかわらず 合唱 Ver.」を収録。
“合唱 Ver.”は2013年9月、配信限定企画として単独でもリリースされた（合唱抜きのピアノ伴奏、オルゴール・バージョンとの合計3トラック）。
- 「今きたよ」：新沼謙治、杉並児童合唱団
NHK『ラジオ深夜便』2013年7月から9月「深夜便のうた」としてオンエア。
- 「南部牛追唄」「星の船」：新沼謙治、杉並児童合唱団
「ふるさとは今もかわらず」「今きたよ」と共に、ミニアルバム『ふるさとの風景』に収録。
- 「蜂群崩壊症候群-CCD-」：下田祐、杉並児童合唱団
PS3用ゲームソフト、「エスカ&ロジーのアトリエ 〜黄昏の空の錬金術士〜」のラスボス専用曲として用いられた。
- 「約束」：下田祐、杉並児童合唱団
PS3用ゲームソフト、「エスカ&ロジーのアトリエ 〜黄昏の空の錬金術士〜」のシークレットテーマとして用いられた。
- 『M絶対弾幕革命前夜』・『絶対弾幕革命前夜 2』・『絶対弾幕革命前夜1-2-3』：Fragile Online feat.杉並児童合唱団
同人ゲーム「東方Projectシリーズ」で使用されているBGMを「少女革命ウテナ」の決闘曲風にアレンジした同人CD。
- 「ひまわり"SUNWARD"」：中島みゆき、杉並児童合唱団
中島みゆきの22作目のオリジナルアルバム『LOVE OR NOTHING』に収録。
- 「みんな入ろ」：作詞作曲:沢田研二、歌唱:杉並児童合唱団
沢田研二のミニアルバム『三年想いよ』（2014年）に収録。
- 2020東京オリンピック開会式、閉会式

## 受賞歴
- 「ピンポンパン体操」（第14回日本レコード大賞童謡賞受賞）
- 第11回JASRAC音楽文化賞　受賞[3]